# 切斯诺科沃村委员会
切斯诺科沃村委员会（俄语：Чесноковский сельсовет）是俄罗斯联邦阿穆尔州米哈伊洛夫卡区所属的一个村委员会。其下辖有3个居民点，行政中心为切斯诺科沃。据2016年统计，该村委员会的人口为1042人。